# 帝陀
帝陀（發音：[θeiʔdaʔ]；1375年或1376年—1408年）是緬甸阿瓦王朝的王子，他是阿瓦國王明基蘇瓦紹蓋的兒子、明康的弟弟。

## 生平
帝陀與明康是同母兄弟，他還有一異母長兄德勒帕耶。帝陀與明康年幼時，常被德勒帕耶霸凌。明基蘇瓦紹蓋為了隔離兄弟間的紛爭，將帝陀與明康一同送至遠離阿瓦王宮的僧院學習。後來，帝陀與明康浪跡四處、歌舞為業，曾遊歷至東敦枝、敏巫、額貝、勃登（Padein）等地。1400年，明基蘇瓦紹蓋逝世，德勒帕耶繼位。
德勒帕耶的統治只維持了短暫的7個月，1400年11月，德勒帕耶死於一場暗殺。阿瓦廷臣打算擁立帝陀之兄明康繼承王位，但明康沒有接受，轉而推薦手握重兵的央米丁總督馬哈標即位。帝陀再三勸進，明康都斷然拒絕。後來，帝陀自行率軍擊敗馬哈標的大軍，並擊殺了馬哈標。不久，明康登基為阿瓦國王，以帝陀為實皆總督。
帝陀效忠明康，每有戰事必定奮勇當先，渴望被明康立為王儲。然而在1406年，明康立其長子明耶覺蘇瓦為王儲，只給了帝陀北方騎兵的管轄權。帝陀感到被背叛、十分憤怒，他向明康要求決鬥。兩人乘象單挑，明康擊敗了帝陀，但允許其離去。1407年，帝陀逃往南方的勃固王國，勃固國王羅娑陀利以禮相迎。
1408年5月，明康率軍南征勃固。羅娑陀利策劃了一場暗殺，在帝陀幫助下，勃固的暗殺部隊差點就能拿下明康。然而，帝陀臨陣反悔，大呼向明康示警，明康因此得以逃逸。帝陀卻因此被羅娑陀利處死。